# 소셜 커머스
소셜 커머스(social commerce)는 소셜 미디어와 온라인 미디어를 활용하는 전자상거래의 일종이다. 좀더 간단히 말하자면, 전자상거래를 통한 매매 과정에서 SNS를 활용하는 것이다.
소셜 커머스라는 용어는 야후에 의해 2005년에 처음 소개되었다. 이는 제품정보 등에 대한 사용자의 평가나 공유 목록 같은 온라인 협업 쇼핑 도구의 집합을 설명하기 위해서였다. 소셜 커머스는 크게 소셜 링크형, 소셜 웹형, 공동구매형, 오프라인 연동형의 네 가지로 분류할 수 있다. 2008년에 그루폰이 설립된 이후 전세계적인 공동구매형 소셜 커머스 붐이 일어났다.

## 대한민국의 소셜 커머스
대한민국에서 현재 대표적인 소셜 커머스로는 티켓몬스터, 쿠팡, 위메프 등이 있다.

## 같이 보기
- 오픈 마켓